# Critérium du Dauphiné
Das Critérium du Dauphiné (bis 2009 Critérium du Dauphiné Libéré; ab 2026 Tour Auvergne-Rhône-Alpes) ist ein französisches Etappenrennen, das neben der Tour de Suisse als das wichtigste Vorbereitungsrennen für die Tour de France gilt. Die anspruchsvolle Rundfahrt führt über acht Tage durch die Dauphiné und wurde erstmals im Jahr 1947 ausgetragen.
Anfänglich trug das Rennen den Namen Le Dauphiné libéré und war nach der veranstaltenden Zeitung benannt. 2010 wurde das Rennen von der ASO übernommen und trägt seitdem nicht mehr den Namensbestandteil Libéré. Trotz seines Namens handelt es sich beim Critérium du Dauphiné nicht um ein Kriterium im Sinne des Reglements des Weltradsportverbands UCI. Nach der Ausgabe des Jahres 2025 gab die ASO bekannt, dass das Rennen ab dem Jahr 2026 Tour Auvergne-Rhône-Alpes heißen wird; benannt nach der französische Region Auvergne-Rhône-Alpes. 1983 wurde das Rennen von einem Dopingfall überschattet. Dem Sieger Pascal Simon wurde wegen nachgewiesenen Dopings der Sieg aberkannt.
Die Dauphiné gehörte zu der im Jahr 2005 neu eingeführten UCI ProTour, einer Serie der wichtigsten Radrennen des Jahres. Seit 2011 gehört das Rennen zur Nachfolgeserie UCI WorldTour.
Der Führende in der Gesamtwertung trägt das Gelbe Trikot mit dem blauen Streifen.

## Streckenführung
In den ersten acht Austragungen (1947–1954) startete und endete die Rundfahrt in Grenoble, wobei die Anzahl der Etappen von ursprünglich vier stetig zunahm. 1963 endete das Rennen erstmals nicht in Grenoble, kehrte in den folgenden Jahren jedoch immer wieder zu seinem traditionellen Abschluss zurück. 1977 wurde das Criterium du Dauphine erstmals mit einem Prologzeitfahren gestartet. Diese Tradition sollte mit Ausnahme von 1988, 1990 und 1992 bis ins Jahr 2012 anhalten.
Moderne Streckenführung
In den letzten Austragungen wurde nur noch selten ein Prolog ausgetragen. Stattdessen wird die Rundfahrt meist mit einer hügligen Etappe im Westen der Dauphiné eröffnet. Danach führt die Strecke meist ins Zentralmassiv, ehe die letzten Etappen in den Alpen ausgetragen werden. Zudem umfasst das Etappenrennen alljährlich ein Einzelzeitfahren von rund 30 Kilometer Länge. Dieses wurde in den letzten Jahren immer am vierten Etappentag ausgetragen und bildet den Übergang von dem Zentralmassiv in die Alpen. Ab dem Jahr 2010 endet die Rundfahrt nicht mehr in Städten wie Grenoble, Annecy, Chambéry oder Sallanches, sondern mit einer Bergankunft. Der meist hüglige Verlauf der modernen Dauphiné bietet nur selten Möglichkeiten für Sprinter eine Etappe zu gewinnen.
Das Critérium du Dauphiné wird von demselben Veranstalter wie die Tour de France ausgetragen und bietet so die Möglichkeit Streckenführungen und Anstiege für das größte Radrennen der Welt zu testen. So wurden Anstiege wie jene nach Finhaut-Emosson, Risoul und über den Mont du Chat im Folgejahr bei der Tour de France übernommen.

## Palmarès
- 1947  Edward Klabiński
- 1948  Edouard Fachleitner
- 1949  Lucien Lazaridès
- 1950  Nello Lauredi
- 1951  Nello Lauredi -2-
- 1952  Jean Dotto
- 1953  Lucien Teisseire
- 1954  Nello Lauredi -3-
- 1955  Louison Bobet
- 1956  Alex Close
- 1957  Marcel Rohrbach
- 1958  Louis Rostollan
- 1959  Henry Anglade
- 1960  Jean Dotto -2-
- 1961  Brian Robinson
- 1962  Raymond Mastrotto
- 1963  Jacques Anquetil
- 1964  Valentín Uriona
- 1965  Jacques Anquetil -2-
- 1966  Raymond Poulidor
- 1967–1968 nicht ausgetragen
- 1969  Raymond Poulidor -2-
- 1970  Luis Ocaña Pernía
- 1971  Eddy Merckx
- 1972  Luis Ocaña Pernía -2-
- 1973  Luis Ocaña Pernía -3-
- 1974  Alain Santy
- 1975  Bernard Thévenet
- 1976  Bernard Thévenet -2-
- 1977  Bernard Hinault
- 1978  Michel Pollentier
- 1979  Bernard Hinault -2-
- 1980  Johan van der Velde
- 1981  Bernard Hinault -3-
- 1982  Michel Laurent
- 1983  Greg LeMond
- 1984  Martín Ramírez
- 1985  Phil Anderson
- 1986  Urs Zimmermann
- 1987  Charly Mottet
- 1988  Luis Herrera
- 1989  Charly Mottet -2-
- 1990  Robert Millar
- 1991  Luis Herrera -2-
- 1992  Charly Mottet -3-
- 1993  Laurent Dufaux
- 1994  Laurent Dufaux -2-
- 1995  Miguel Indurain
- 1996  Miguel Indurain -2-
- 1997  Udo Bölts
- 1998  Armand de Las Cuevas
- 1999  Alexander Winokurow
- 2000  Tyler Hamilton
- 2001  Christophe Moreau
- 2002  Lance Armstrong
- 2003  Lance Armstrong [4] -2-
- 2004  Iban Mayo
- 2005  Íñigo Landaluze
- 2006  Levi Leipheimer
- 2007  Christophe Moreau -2-
- 2008  Alejandro Valverde
- 2009  Alejandro Valverde -2-
- 2010  Janez Brajkovič
- 2011  Bradley Wiggins
- 2012  Bradley Wiggins -2-
- 2013  Chris Froome
- 2014  Andrew Talansky
- 2015  Chris Froome -2-
- 2016  Chris Froome -3-
- 2017  Jakob Fuglsang
- 2018  Geraint Thomas
- 2019  Jakob Fuglsang -2-
- 2020  Daniel Felipe Martínez
- 2021  Richie Porte
- 2022  Primož Roglič
- 2023  Jonas Vingegaard
- 2024  Primož Roglič -2-
- 2025  Tadej Pogačar

### Mehrfachsieger
| # | Name                 | Siege | Zweiter | Dritter | Siegjahre        |
| - | -------------------- | ----- | ------- | ------- | ---------------- |
| 1 | Bernard Hinault      | 3     | 1       | 0       | 1977, 1979, 1981 |
| 1 | Luis Ocana           | 3     | 1       | 0       | 1970, 1972, 1973 |
| 1 | Nello Lauredi        | 3     | 1       | 0       | 1950, 1951, 1954 |
| 4 | Charly Mottet        | 3     | 0       | 1       | 1987, 1989, 1992 |
| 5 | Chris Froome         | 3     | 0       | 0       | 2013, 2015, 2016 |
| 6 | Bernard Thevenet     | 2     | 3       | 1       | 1975, 1976       |
| 6 | Raymond Poulidor     | 2     | 3       | 1       | 1966, 1969       |
| 8 | Christophe Moreau    | 2     | 1       | 1       | 2001, 2007       |
| 9 | Miguel Indurain      | 2     | 0       | 0       | 1995, 1996       |
| 9 | Laurent Dufaux       | 2     | 0       | 0       | 1993, 1994       |
| 9 | Bradley Wiggins      | 2     | 0       | 0       | 2011, 2012       |
| 9 | Jakob Fuglsang       | 2     | 0       | 0       | 2017, 2019       |
| 9 | Alejandro Valverde   | 2     | 0       | 0       | 2008, 2009       |
| 9 | Luis Alberto Herrera | 2     | 0       | 0       | 1988, 1991       |
| 9 | Jacques Anquetil     | 2     | 0       | 0       | 1963, 1965       |
| 9 | Jean Dotto           | 2     | 0       | 0       | 1952, 1960       |
| 9 | Primož Roglič        | 2     | 0       | 0       | 2022, 2024       |

Stand: 9. Juni 2024

## Meiste Etappensiege
| # | Name             | Siege |
| - | ---------------- | ----- |
| 1 | Bernard Hinault  | 10    |
| 2 | Chris Boardman   | 8     |
| 3 | Freddy Maertens  | 7     |
| 4 | Raymond Poulidor | 6     |
| 4 | Iban Mayo        | 6     |
| 4 | Chris Froome     | 6     |

Stand: 31. Mai 2023